# ماركوس بال
ماركوس بال (بالإنجليزية: Marcus Ball)‏ هو لاعب كرة القدم الكندية أمريكي، ولد في 21 يوليو 1987 في نورفولك في الولايات المتحدة.

## وصلات خارجية
- ماركوس بال على موقع مرجع كرة القدم المحترفة.كوم (الإنجليزية)